# 체르클레나고렌스켐

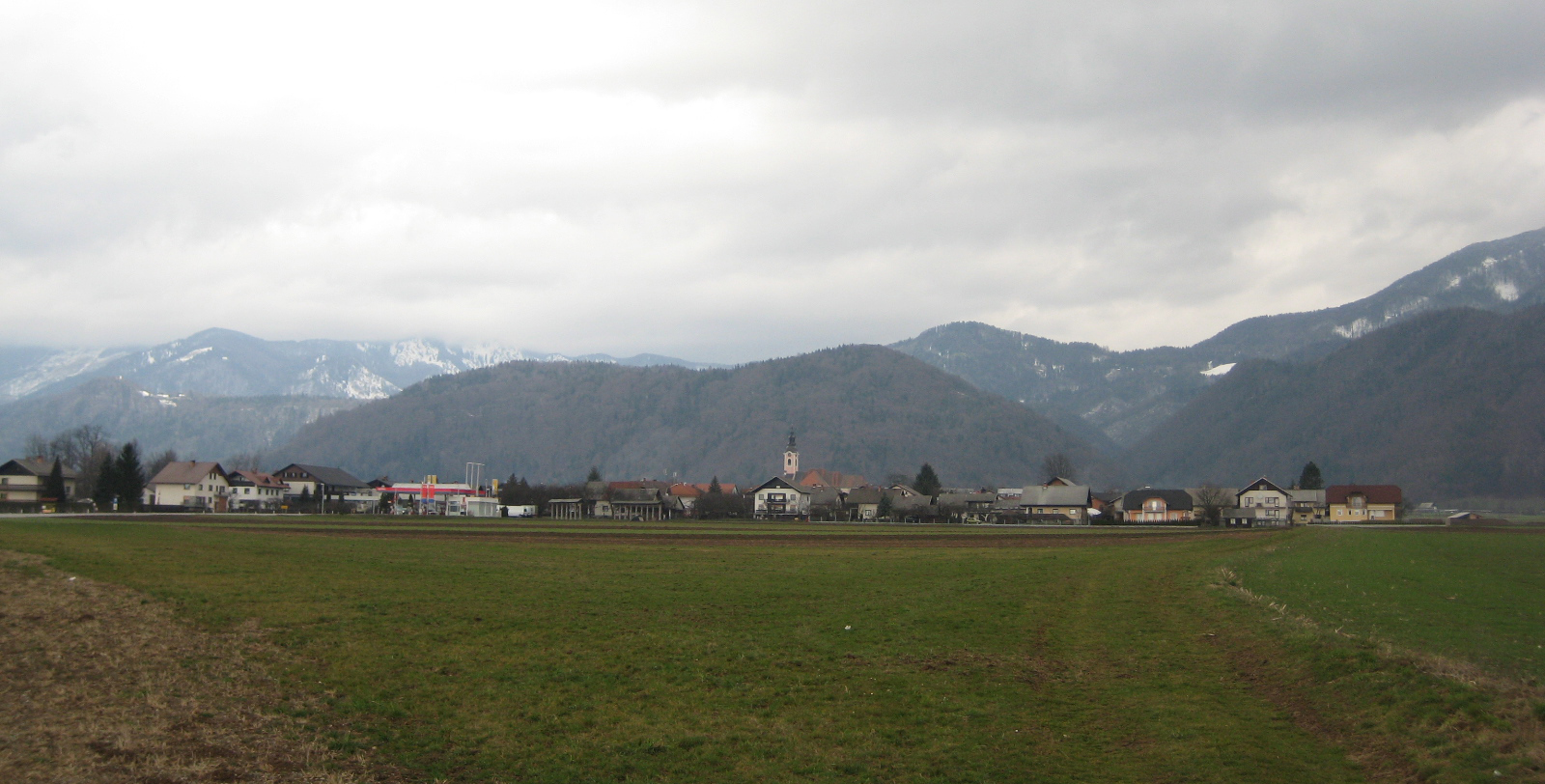
체르클레나고렌스켐

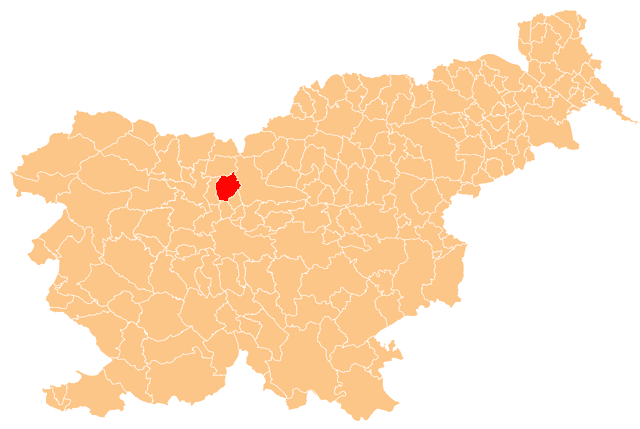
체르클레나고렌스켐의 위치

체르클레나고렌스켐(슬로베니아어: Cerklje na Gorenjskem)은 슬로베니아의 도시로 면적은 78.0km2, 인구는 6,369명(2002년 기준), 인구 밀도는 81.7명/km2이다.